# Eaton and Alsop
Pour les articles homonymes, voir Alsop.
Eaton and Alsop est une paroisse civile du Derbyshire, en Angleterre. Il comprend les villages d'Alsop en le Dale et Eaton.